# نادي التضامن (العراق)
نادي التضامن الرياضي هو فريق كرة قدم عراقي مقره في النجف، يلعب في الدوري العراقي الدرجة الثانية.

## روابط خارجية
- أندية العراق - تواريخ التأسيس